# Reichskrieg (1310–1312)
Reichskrieg 1310–1312, też Krieg der Reichsstädte gegen Graf Eberhard von Württemberg 1311/12 - prowadzona w latach 1310–1312 wojna w Niemczech pomiędzy królem niemieckim Henrykiem VII Luksemburskim i popierającymi go wolnymi miastami Rzeszy a hrabią Eberhardem I Wirtemberskim.
Do pierwszego sporu doszło w czasie gdy Eberhard I poparł króla Henryka z Karyntii w walce przeciwko Albrechtowi I Habsburgowi i jego następcy Henrykowi VII. W roku 1309 Eberhardowi zarzucono prywatę i egoistyczne sprawowanie urzędu wójta, w związku z czym Henryk VII nakazał mu osobiste stawiennictwo na dworze w Spirze. Tutaj niezadowolony władca odebrał większość przywilejów swojemu gościowi, w wyniku czego Eberhard opuścił przedwcześnie obrady i wyjechał z miasta. Henryk poparł też szwabskie miasta w konflikcie z Eberhardem, który prowadził wobec nich agresywną politykę terytorialną.
W roku 1310 Henryk VII wyruszył do Italii, mianując przed wyjazdem Konrada IV von Weinsberg na stanowisko dowódcy sił wolnych miast Rzeszy (Esslingen am Neckar, Reutlingen) oraz obozów szlachty (Tübingen, Vaihingen, Herter, Dusslingen) (IX 1310).
Działania wojenne rozpoczęły się w praktyce wiosną 1311 r. oblężeniem 5 maja zamku Wirtemberg. Po nieudanej próbie odsieczy dla obrońców zamku ze strony Eberharda, oblegający kontynuowali ataki, ostatecznie zdobywając zamek dnia 23 lipca. W sierpniu 1312 padła twierdza Hohenasperg, co zmusiło Eberharda do ucieczki i szukania schronienia u swojego badeńskiego szwagra margrabiego Hesso. Również w 1312 von Weinsberg doprowadził do kapitulacji zamków Markgröningen i Backnang i obalenia sprzymierzonego z Eberhardem hrabiego Konrada von Oettingen.
Śmierć Henryka VII w dniu 24 sierpnia 1313 r. i sytuacja polityczna w roku 1314 (podwójna elekcja na tron niemiecki Ludwika IV oraz antykróla Fryderyka III Pięknego) zapobiegła ostatecznej klęsce Wirtembergii. Eberhard zręcznie lawirował pomiędzy oboma konkurentami, dzięki czemu w 1315 odzyskał pokojowo większość utraconych ziem.